# Ayaz Mehdiyev
Ayaz Mehdiyev (* 22. Februar 1993 in Sumqayıt) ist ein aserbaidschanischer Fußballspieler.

## Karriere
Mehdiyev begann seine Profikarriere 2012 bei Rəvan Baku FK. 
Zur Saison 2014/15 wechselte Mehdiyev in die türkische TFF 1. Lig zum Aufsteiger Giresunspor. Da er aserbaidschanischer Staatsbürger ist, sollte er hier unter einem gesonderten Status spielen und somit keinen regulären Ausländerplatz belegen. Im Januar 2015 verließ er diesen Klub wieder.